# Vita da streghe
Vita da streghe (Grand-mère est une sorcière in francese e My grandma is a witch  in inglese) è una serie a cartoni animati francese prodotta nel 1997 da Goldvision, France 2, Canal+ e Nickelodeon e composta da ventisei episodi. La serie è stata creata da Jean-Luc Fromental e Valérie Lasseron ed illustrata da Colin Hawkins. In Italia la serie è stata trasmessa su Italia 1 nel corso dell'estate del 2002, con la sigla interpretata da Cristina D'Avena, con la partecipazione del coro dei Piccoli Cantori di Milano.

## Trama
La storia parla di Zarina, una bambina proveniente dalla Transilvania, che impara le arti magiche dalla nonna, ma deve vedersela anche con la vita di tutti i giorni all'interno di una normale scuola, dove è vista con un certo sospetto dai compagni "umani". Tuttavia, Zarina, a differenza della nonna, non prova antipatia nei confronti degli esseri umani ma al contrario cerca di utilizzare la propria abilità magica solo per fini benefici.